# Maxillaria praetexta
Espèce
Maxillaria praetexta est une espèce d'orchidées, endémique de l'État de Carabobo au Venezuela.